# تشارلز أ. جوناس
تشارلز أ. جوناس هو محامي وسياسي أمريكي، ولد في 14 أغسطس 1876 في لينكنتون في الولايات المتحدة، وتوفي في 25 مايو 1955 في تشارلوت في الولايات المتحدة. نشط حزبياً في الحزب الجمهوري. وقد انتخب عضو مجلس ولاية كارولاينا الشمالية ‏ وانتخب عضو مجلس نواب كارولينا الشمالية ‏ وانتخب عضو مجلس النواب الأمريكي.